# 钟振发
钟振发（1937年—），畲族，福建漳州人，中国男中音歌唱家，福建省歌舞剧院副院长，中国音乐家协会福建分会常务理事，第六、七、八、九届全国政协委员。
1964年毕业上海声乐研究所，曾经师从林俊卿。 上海声乐研究所1965年停办。 1985年，声乐研究所在北京恢复， 更名为北京声乐研究所。1989年，林俊卿年事已高，改任名誉所长，钟振发接任北京声乐研究所长。1999年10月，经文化部批准，北京声乐研究所，和文化部文化科技开发中心、以原中国艺术科学技术研究所为基础，合并改组为中国艺术科学技术研究所。